# Meïssa N'diaye
 (novembre 2019).
Si vous disposez d'ouvrages ou d'articles de référence ou si vous connaissez des sites web de qualité traitant du thème abordé ici, merci de compléter l'article en donnant les références utiles à sa vérifiabilité et en les liant à la section « Notes et références ».
Meïssa N'diaye, né le 10 juin 1985 à Paris, est un agent de joueurs français. Fondateur de l'agence Sport Cover, il est connu pour être le représentant de footballeurs internationaux : Benjamin Mendy, Wissam Ben Yedder, Michy Batshuayi et Willy Boly entre autres. Il représente en 2020 les intérêts de 24 joueurs et d'un entraîneur, Patrick Vieira.
Il a été un des plus jeunes agents licenciés à ses débuts, à 21 ans. Il parle quatre langues : le français, l'anglais, l'espagnol et l'italien. Selon le classement Forbes établi en 2019, il est le 33e agent sportif le plus influent du monde, avec plus de 212 millions de dollars de contrats générés.

## Biographie

### Jeunesse
Originaire de Paris, il côtoie d'abord le sport à haut-niveau en tant que judoka. Ayant évolué dans les clubs de la MJC Paris-Mercoeur (dans le 11e arrondissement de Paris) et d'AMA (Arts Martiaux Asnières), il obtient quatre médailles nationales aux championnats de France de judo, en individuel et par équipe.

### Études et débuts dans les affaires
Il est diplômé d'un Master 1 Droit International des Affaires à la Sorbonne, et d'un Master 2 au Centre de droit et d’économie du sport (CDES) à Limoges (26e promotion). Son mémoire porte sur le Développement de la formation dans le football africain. Devenu plus jeune agent à être titulaire d'une licence d'agent FFF en 2006 à l'âge de 21 ans, il fonde sa société Sport Cover et réalisera son premier transfert au mercato d'hiver en 2011 avec Souleymane Bamba, alors joueur d'Hibernian FC vers Leicester City, pour un montant de 290 K€.

### Carrière d'agent
Dès l'été suivant, il développe son réseau européen en bouclant les arrivées de Loïc Négo dans le club italien de l'AS Roma, et de William Vainqueur au club belge du Standard Liège. Parallèlement, il est à l'origine de l'éclosion du jeune Wissam Ben Yedder au Toulouse FC, qui sera sélectionné en équipe de France espoirs dès septembre 2012.
Sa carrière connaît un premier virage avec les transferts de deux grands espoirs du football : Benjamin Mendy (été 2013) et Michy Batshuayi (été 2014), vers l'Olympique de Marseille. Acteur influant du club phocéen, il participera également au départ de l'international français Mathieu Valbuena au Dynamo Moscou, et à l'arrivée de Lassana Diarra à l'été 2015. Il devient alors un des dix agents à connaître selon l'hebdomadaire français France Football.
Au mercato d'été 2016, il devient un acteur incontournable de la scène européenne : Wissam Ben Yedder, devenu meilleur buteur de l'histoire de Toulouse, rejoint le Séville FC, triple gagnant de la Ligue Europa. Michy Batshuayi rejoint, lui, le club anglais de Chelsea pour un montant record de 40 M€, devançant ainsi Didier Drogba (été 2004, vers Chelsea également pour 38,5 M€). Benjamin Mendy quitte aussi l'Olympique de Marseille pour l'AS Monaco, et sera champion de France avant de quitter le club de la Principauté en 2017. Le néo-international français devient ensuite le défenseur le plus cher de l'histoire avec un transfert record vers Manchester City, à hauteur de 58,5 M€.
N'diaye continue par ailleurs d'étoffer son portefeuille de clients avec de jeunes talents du football européen : Abdoulaye Dabo (Olympiacos), Aaron Leya-Iseka (Barnsley), Jean-Victor Makengo (Udinese), Nordi Mukiele (RB Leipzig - transfert record de 16 M€ de Montpellier HSC), Jean-Kévin Augustin (FC Nantes), Alexis Claude-Maurice (OGC Nice, transfert record de Ligue 2) et Yanis Begraoui (Toulouse FC).
Il était également le représentant d'Emiliano Sala, attaquant vedette du FC Nantes transféré à Cardiff City à l'hiver 2019, accidentellement décédé dans le crash de son avion le 21 janvier 2019 au nord de Guernesey. Proche de la famille du joueur, il participera à la campagne de recherches et aux obsèques de l'attaquant argentin dans son pays.
Il est à l'origine du retour de l'international français Wissam Ben Yedder en Ligue 1 à l'été 2019, avec une signature à l'AS Monaco moyennant 40 M€, un montant record pour le Séville FC.
Il est le seul français à figurer dans le Top 50 des agents sportifs les plus puissants du monde du classement Forbes, se positionnant en 33e position à l'été 2019.
En 2020, N'diaye continue de développer son agence avec les signatures de jeunes internationaux français : Timothée Pembele, capitaine du Paris Saint Germain U19, et Abdoullah Ba, devenu professionnel à l'âge de 16 ans après avoir été formé au Havre AC.
Par ailleurs, le joueur du FC Schalke 04 et international marocain Amine Harit rejoint l'agence Sport Cover au mois de mai 2020, suivi par Arthur Masuaku, joueur de West Ham et international congolais à l'été 2020.
Dans la lignée de ses dernières signatures, l'agence Sport Cover continue d'attirer de grands noms du football, et compte la venue de plusieurs joueurs internationaux, notamment : Alban Lafont, Marcus Thuram, Seko Fofana, Ludovic Blas ou encore le prometteur Junior Mwanga. 
Par ailleurs, il continue de développer son activité de représentation d'entraîneurs, avec les signatures de Régis le Bris (alors à Lorient) et de Francesco Farioli (qui rejoint par la suite l'OGC Nice). 
En 2023, son agence se place en tête des agences françaises en termes de valeurs marchandes, selon le site spécialisé Transfermarkt. Le quotidien l'Equipe lui consacre un article durant la période de mercato estival 2023, "Meïssa Ndiaye, l'agent à l'omniprésence discrète".

### Projets sociaux
Par ailleurs, il est cofondateur du tournoi de football urbain Impulstar, événement à vocation sociale et sportive qui vise à révéler les jeunes talents de la région parisienne. De nombreux jeunes joueurs ayant participé au tournoi sont devenus professionnels, parmi lesquels : Moussa Diaby (Bayer Leverkusen), Jonathan Ikone (Lille OSC et international français), Yacine Adli (Girondins de Bordeaux), Odsonne Edouard (Celtic FC), Georges-Kévin N'koudou (Besiktas JK), Faitout Maouassa (Stade rennais). On y retrouve également de nombreux scouts et observateurs du football français et européen.

## Liste de clients (joueurs)
- Adil Aouchiche
- Jean-Kévin Augustin
- Abdoullah Ba
- Dilane Bakwa
- Samuel Bastien
- Michy Batshuayi
- Yanis Begraoui
- Wissam Ben Yedder
- Ludovic Blas
- Malcom Bokele
- Willy Boly
- Sofiane Boufal
- Yanis Chahid
- Alexis Claude-Maurice
- Abdoulaye Dabo
- Check-Oumar Diakité
- Seko Fofana
- Lucas Gourna-Douath
- Amine Harit
- Olivier Kemen
- Geoffrey Kondogbia
- Alban Lafont
- Alex Lebarbier
- Jean-Victor Makengo
- Arthur Masuaku
- Benjamin Mendy
- Junior Mwanga
- Nordi Mukiele
- Loïc Nego
- Georges-Kévin Nkoudou
- Paul-Georges Ntep
- Nicolas Pallois
- Timothée Pembele
- Hadi Sacko
- Brice Samba
- Ibrahim Sissoko
- Marcus Thuram
- Samuel Yepié Yepié